# Karl Theodor Alexander Heinrich von Maur
Karl Theodor Alexander Heinrich von Maur, nemški general, * 19. julij 1863, † 10. april 1947.